# Pythagora Switch
Pythagora Switch (ピタゴラスイッチ Pitagora Suitchi, Công tắc Pi-ta-go) là một chương trình giáo dục của Nhật Bản với mỗi tập là 15 phút và chương trình này được phát sóng trên NHK trong khoảng năm 2002. Chương trình tạo động lực khuyến khích sự phát triển tư duy của trẻ em dưới sự hướng dẫn của Satō Masahiko (佐藤雅彦) và Uchino Masumi (内野真澄). Một phiên bản thu nhỏ khoảng năm phút gọi là  PythagoraSwitch Mini cũng được tạo ra.
Trong suốt chương trình ở phần mở đầu, kết thúc mỗi tập và giữa các phân đoạn luôn có sự xuất hiện của một thiết bị gọi là Pythagora Devices (ピタゴラ装置 Pitagora Sōchi). Điểm nhấn của chương trình là tiết mục múa rối và chủ đề chủ đạo của chương trình là về nhiều khía cạnh cuộc sống như  các hiện tượng, nguyên tắc, đặc điểm và được đưa ra giới thiệu như là một cách để giải trí.
Tại Việt Nam, phim từng được Công ty Cổ phần Truyền thông Trí Việt (TVM Corp.) mua bản quyền và phát sóng trên kênh HTV3 và Đài truyền hình Việt Nam thuyết minh, phát sóng trên kênh VTV7 với tựa đề Những người bạn vui nhộn.

## Diễn viên
Kuruma Dankichi (車だん吉), Inoue Jun (井上順) và Kusanagi Tsuyoshi (草彅剛) là một trong những nghệ sĩ lồng tiếng và đọc tên các chủ đề trong chương trình 

## Phát sóng
Ngoài Nhật Bản còn NHK World Premium phát sóng PythagoraSwitch Mini. Từ tháng 4 năm 2015, một phiên bản tiếng Anh chương trình PythagoraSwitch Mini được phát sóng trên NHK World TV. Ở Brazil, TV Cultura phát sóng với tên Viva Pitágoras và ở Việt Nam, chương trình được phát sóng trên VTV2; VTV7; HTV3 dưới dạng thuyết minh. Thêm vào đó, một số đoạn phim PythagoraSwitch cũng được đăng tải lên Google Video, YouTube và Dailymotion.

## Giải thưởng
Tại Cuộc thi chương trình giáo dục quốc tế giải Nhật Bản lần thứ 30 năm 2003, tập 25 "Hãy nhìn theo cách khác" đã giành giải thưởng cao quý, giải của Thủ tướng chính phủ, hạng mục "Giáo dục sớm".
Tại Prix Jeunesse 2004 ở Munich giành giải ở trong 6 tuổi và hạng mục phi tiểu thuyết.